# Crambe fruticosa
Crambe fruticosa là một loài thực vật có hoa trong họ Cải. Loài này được L.f. mô tả khoa học đầu tiên năm 1782.